# Cortinarius salor
Cortinarius salor Fr., Epicrisis Systematis Mycologici (Upsaliae): 276 (1838).

## Descrizione della specie
Cappello
Prima globoso poi piano-convesso.
cuticolavischiosa, color violetto, più chiara al margine.
marginea lungo involuto.
Lamelle
Fitte, color viola, adnate smarginate, con filo intero e di colore più chiaro.
Gambo
7-12 x 1-1,5 cm, fragile, spugnoso, con bulbo napiforme, viscoso, colore viola-chiaro con sfumature gialle alla base.
Carne
Molle, biancastra, con sfumature grigio-violastre.
- Odore: .
- Sapore: .

Spore
Ovoidali, 7,5-9,5 × 6-7,5 µm, verrucose, ocra in massa.

## Habitat
Cresce sia sotto latifoglie che sotto aghifoglie.

## Commestibilità
Non accertata.
Da considerarsi sospetto.

## Etimologia
- Genere: dal latino cortinarius = attinente alle cortine, per i caratteristici residui del velo parziale.
- Specie: dal latino salor = del colore dell'acqua del mare.

## Specie simili
- Cortinarius croceocoeruleus